# Carmelo Gil y Gorroño
Carmelo Gil y Gorroño (Güeñes, 1848-Algorta, 1910) fue un médico ginecólogo español creador en 1901 de la Casa de Maternidad en Bilbao de la que fue su primer director. Así mismo fue el principal impulsor de la Academia de Ciencias Médicas de Bilbao de la que fue presidente en 1896.

## Trayectoria profesional.
Nació en la localidad de Güeñes, provincia de Vizcaya, en 1848. Siguiendo la profesión paterna inició los estudios de Medicina en la Universidad Central de Madrid, en 1867, que finalizó en 1871 con expediente académico sobresaliente.
Comenzó su vida profesional en Abando (Bilbao) en la época de la tercera guerra carlista y en 1883 fue nombrado médico, por oposición, de la Casa de Misericordia de Bilbao en la que instaló el Instituto Antivariólico de vacunación directa en 1884.
En 1901 fue el creador y primer director de la Casa de Maternidad de Bilbao y desempeñó también el de médico-director del servicio facultativo de la Diputación de Vizcaya siendo el primer jefe del servicio de Ginecología del Hospital de Basurto.
También contribuyó a la reforma del servicio municipal de nodrizas y a la creación de la Gota de Leche en 1904, para completar la asistencia materno-infantil.
Aunque pronto se orientó a la especialidad de ginecología, continuó ejerciendo como médico general. Tomó parte muy activa en las reuniones de médicos preocupados por las condiciones de vida de las clases obreras en Bilbao, siendo de destacar su contribución a la lucha contra la fiebre tifoidea en 1886 y al ciclo de conferencias sobre la alimentación del obrero en Bilbao (1901).
En 1894, en la sala de actos del Hospital de Atxuri, hizo pública su propuesta de creación de la Academia de Ciencias Médicas, de la que fue su segundo presidente en 1896.
Adquirió el primer aparato de rayos X que hubo en la Villa y lo puso a disposición de todos sus compañeros.
Su hijo Carmelo Gil e Ibargüengoitia siguió su trayectoria profesional y el Ayuntamiento de Bilbao les dedicó una calle denominada Carmelo Gil, Doctores.

### Carmelo Gil e Ibargüengoitia
Hijo de Carmelo Gil Gorroño nació en Bilbao en 1878.
Finalizó la carrera de Medicina en 1901, vinculándose al Servicio de Ginecología dirigido por el doctor E. Gutiérrez. Amplió estudios en Alemania: Berlín (Geburtshilfliche Gynaekologische Klinik, Frauenklinik), Dresde (Königlischen Frauenklinik), Múnich y Hamburgo.
De regreso a Bilbao, ingresó en la Casa de Maternidad y Expósitos de Vizcaya (de la que era director su padre el doctor Carmelo Gil y Gorroño), en calidad de médico ayudante, accediendo al cargo de director en 1910 hasta 1929. En 1919 obtendría, por oposición, la Jefatura del Servicio de Ginecología del Hospital de Basurto.
Especializado en Cirugía Obstétrica, incorporó nuevas terapias, siendo pionero en España en la práctica de cesáreas vaginales, así como en la incorporación de las transfusiones sanguíneas a la terapéutica habitual de la Maternidad. 
Dos hijos suyos siguieron la profesión médica en Bilbao: Guillermo Gil Turner (ginecólogo) y Carmelo Gil Turner (cirujano).
Fue socio corresponsal de la Real Academia de Medicina de Madrid y falleció en 1920.